# Верхняя Пажма
Верхняя Па́жма — деревня в Юкаменском районе Удмуртии, в составе Ёжевского сельского поселения.

## География
Улицы деревни:
- Луговая
- Родниковая
- Улица Труда
- Школьная

## Население
Численность постоянного населения деревни составляет 87 человек (2007). В деревне действует начальная школа.